# Перрен, Люка
Люка́ Перре́н (фр. Lucas Perrin; 19 ноября 1998, Марсель, Франция) — французский футболист, защитник испанского клуба «Спортинг» (Хихон).

## Клубная карьера
Перрен — воспитанник клуба марсельского «Олимпика». 24 сентября 2019 года в матче против «Дижон» он дебютировал в Лиге 1. Летом 2020 года Перрен продлил контракт с клубом.
30 августа 2024 года «Страсбург» и «Гамбург» достигли соглашения о переходе Перрена.

## Карьера в сборной
Выступал за юношескую сборную Франции до 16 лет, в составе которой провёл одну игру в 2013 году.